# الطيب العباسي
الطيب محمد سعيد العباسي ( 1929 - 2008 ) شاعر وقاضي ومحامي سوداني ولد بمدينة الجيلي شمال الخرطوم، تخرج في كلية الحقوق بجامعة القاهرة عام 1953، عمل بـ التدريس والمحاماة والقضاء، شغل منصب المستشار القانوني للمجلس الاستشاري الوطني في أبو ظبي لعدة سنوات منذ العام 1979.

## معلومات عنه
ولد بالجيلي سنة 1926 بدأ تعليمه الأول بحفظ أجزاء من القران الكريم في خلوة عمه محي الدين ود أبو قرين بقرية الجيلي موطنه الأصلي، درس الثانوية في مدينة حلوان[بحاجة لمصدر] ثم منها التحق بكلية الحقوق بجامعة القاهرة بعد خرجه سنة 1953، التحق بالهئية القضائية السودانية في العام 1955 وتدرج في مجال القضاء، ووصل الي منصب قاضي المحكمة العليا في العام 1978، وعمل خلال هذه الفترة في محاكم العاصمة المثلثة وولاية بورتسودان والولاية الشمالية وولايات غرب السودان وولاية النيل الأبيض ومدينة حلفا الجديدة وولايات جنوب السودان -سابقاً- ومدينة الأبيض وغيرها ثم تقلد منصب رئيس الجهاز القضائي.
استقال من الهيئة القضائية سنة 1979 وعمل مستشاراً قانونياً للمجلس الاستشاري الوطني في امارة أبو ظبي بدولة الإمارات العربية المتحدة حتى العام 1996. عاد بعدها إلى السودانحيث عمل محامياً إلى أن وافته المنية بمستشفى ساهرون بالخرطوم يوم ( 29 - رمضان - 1429 ) الموافق ( 29 - شهر 9 - 2008 ).
والده الشاعر محمد سعيد العباسي من أفضل الشعراء في السودان، كانت حياته بين الشعر والقضاء.
له ديوان شعر يسمي العباسيات.

## من أشعاره
عروس الرمال بعد القرشي :هي قصيدة يرثي بها صديقه الشاعر محمد عوض الكريم القرشي:
خواطر مغترب في عيد الاستقلال :
عندما قدم الي الخليج ليعمل مستشاراً قانونياً للمجلس الوطني الاستشاري بأبو ظبي قال ابياته :
وقد قال في مطلع قصيدته (صنعاء) وهو يسعى إليها من الخرطوم :
علي ضوء مقاومة الاستعمار الإنجليزي، عندما الغت مصر معاهدة 1936 وتوابعها فأنشأ قصيدته (أخي في شمال الوادي) منها :

## ذكرى رحيله
تقوم العديد من المعاهد بالاحتفال سنويا بذكري رحيله مثل معهد البروفسور الطيب عبد الله - جامعة الخرطوم، كما تنتشر التآبين في ذكراه في العديد من الصحف احياءً لذكراه.

## وصلات خارجية
- معجم البابطين للشعراء العرب المعاصرين :الشعر السوداني